# Дихромат калію
Дихрома́т ка́лію, ка́лій дихрома́т — неорганічна сполука, калієва сіль ряду дихроматів складу K2Cr2O7. Речовина є помаранчево-червоними кристалами із гірким смаком і великою токсичністю. В природі знаходиться у вигляді рідкісного мінералу лопециту. Проявляє сильні окисні властивості.
Застосовується у виготовленні піротехніки, сірників, фотоплівки, пігментів і барвників. Як ефективний окисник використовується в органічному синтезі, а також у складі хромової суміші для миття лабораторного посуду.

## Фізичні властивості
Дихромат калію добре розчиняється у воді, рідкому діоксиді сірки, фосфорилхлориді POCl3, погано розчиняється в аміаці, у спиртах.
| 0 °C | 10 °C | 20 °C | 25 °C | 30 °C | 40 °C | 50 °C | 60 °C | 70 °C | 80 °C | 90 °C | 100 °C |
| ---- | ----- | ----- | ----- | ----- | ----- | ----- | ----- | ----- | ----- | ----- | ------ |
| 4,30 | 7,12  | 10,9  | 13,1  | 15,5  | 20,8  | 26,3  | 31,7  | 36,9  | 41,5  | 45,5  | 48,9   |

За звичайних умов дихромат перебуває в α-модифікації — у вигляді триклинних кристалів. За температури вище 241,6 °C α-модифікація переходить у β-форму (моноклинні кристали).

## Отримання
Дихромат калію синтезують взаємодією гарячих концентрованих розчинів хлориду калію і дихромату натрію:
{\displaystyle \mathrm {2KCl+Na_{2}Cr_{2}O_{7}\longrightarrow K_{2}Cr_{2}O_{7}+2NaCl} }
Оскільки дихромат калію є найменш розчинним із солей, що беруть участь в реакції та утворюються, він першим кристалізуватиметься з розчину.
Іншим способом є добування дихромату з хромових руд, що містять оксид хрому(III). На першій стадії метод полягає у прожарюванні суміші оксиду хрому та карбонатом калію (або гідроксидом калію) із доступом кисню:
{\displaystyle \mathrm {Cr_{2}O_{3}+K_{2}CO_{3}+O_{2}{\xrightarrow {t}}\ 4K_{2}Cr_{2}O_{7}+CO_{2}} }
Згодом утворений хромат калію переводиться у підкислений розчин, де він утворює дихромат:
{\displaystyle \mathrm {2CrO_{4}^{2-}+2H^{+}\rightleftarrows Cr_{2}O_{7}^{2-}+H_{2}O} }

## Хімічні властивості
Дихромат калію калію розкладається при нагріванні вище за 500 °C:
{\displaystyle \mathrm {4K_{2}Cr_{2}O_{7}{\xrightarrow {500-600^{C}}}\ 4K_{2}CrO_{4}+2Cr_{2}O_{3}+3O_{2}} }
У водних розчинах дихромат частково гідролізується, утворюючи іон HCrO4-:
{\displaystyle \mathrm {Cr_{2}O_{7}^{2-}+H_{2}O\rightleftarrows 2HCrO_{4}^{-}} }
В концентрованих розчинах дихромату калію, доведених до кипіння, утворюються поліхромати складу K2CrnO3n+1: трихромат калію K2Cr3O10 і тетрахромат калію K2Cr4O13.
Дихромат калію розкладається концентрованою сульфатною кислотою та галідними кислотами, наприклад, хлоридною:
{\displaystyle \mathrm {K_{2}Cr_{2}O_{7}+H_{2}SO_{4(conc.)}{\xrightarrow {90^{o}C}}\ KHSO_{4}+CrO_{3}\downarrow \ +H_{2}O} }
{\displaystyle \mathrm {K_{2}Cr_{2}O_{7}+14HCl_{(conc.)}\longrightarrow 2KCl+2CrCl_{3}+3Cl_{2}+7H_{2}O} }
Частково розкладається лугами:
{\displaystyle \mathrm {K_{2}Cr_{2}O_{7}+2KOH\longrightarrow 2K_{2}CrO_{4}+H_{2}O} }
Дихромат калію є надзвичайно сильним окисником, як у розчинах, так і при спіканні.
{\displaystyle \mathrm {K_{2}Cr_{2}O_{7}+6KI+7H_{2}SO_{4}\longrightarrow Cr_{2}(SO_{4})_{3}+3I_{2}\downarrow \ +4K_{2}SO_{4}+7H_{2}O} }
{\displaystyle \mathrm {K_{2}Cr_{2}O_{7}+3H_{2}S+4H_{2}SO_{4}\longrightarrow Cr_{2}(SO_{4})_{3}+3S\downarrow \ +K_{2}SO_{4}+7H_{2}O} }
{\displaystyle \mathrm {K_{2}Cr_{2}O_{7}+3KNO_{2}+4H_{2}SO_{4}\longrightarrow Cr_{2}(SO_{4})_{3}+3KNO_{3}+K_{2}SO_{4}+4H_{2}O} }
Він ефективно окиснює органічні сполуки:
{\displaystyle \mathrm {K_{2}Cr_{2}O_{7}+3C_{2}H_{5}OH+8HCl{\xrightarrow {boiling}}\ 3CH_{3}CHO+2CrCl_{3}+2KCl+7H_{2}O} }
{\displaystyle \mathrm {8K_{2}Cr_{2}O_{7}+C_{12}H_{22}O_{11}{\xrightarrow {120-450^{o}C}}8Cr_{2}O_{3}+8K_{2}CO_{3}+4CO_{2}+11H_{2}O} }
За високих температур дихромат відновлюється алюмінієм, коксом, воднем, а також сіркою:
{\displaystyle \mathrm {K_{2}Cr_{2}O_{7}+4Al{\xrightarrow {800-900^{o}C}}\ 2Cr+2KAlO_{2}+Al_{2}O_{3}} }
{\displaystyle \mathrm {K_{2}Cr_{2}O_{7}+2C{\xrightarrow {800^{o}C}}\ Cr_{2}O_{3}+K_{2}CO_{3}+CO} }
{\displaystyle \mathrm {K_{2}Cr_{2}O_{7}+3H_{2}{\xrightarrow {500^{o}C}}\ Cr_{2}O_{3}+2KOH+2H_{2}O} }
{\displaystyle \mathrm {K_{2}Cr_{2}O_{7}+3S{\xrightarrow {800-1000^{o}C}}\ Cr_{2}O_{3}+K_{2}SO_{4}} }
При взаємодії у кислому розчині із концентрованим пероксидом водню утворюється перекисний координаційний комплекс складу CrO5·H2O, забарвлений у синій колір:
{\displaystyle \mathrm {K_{2}Cr_{2}O_{7}+4H_{2}O_{2}+H_{2}SO_{4}\longrightarrow 2[Cr(H_{2}O)O(O_{2}^{2-})_{2}]+K_{2}SO_{4}+3H_{2}O} }

## Токсичність
Дихромат калію є надзвичайно токсичною речовиною. Потенційна летальна доза для людини коливається в межах 50—500 мг/кг маси тіла.
Контакт дихромату зі шкірою може залишать почервоніння, опіки; при його вдиханні з'являється утруднене дихання, кашель, печіння в горлі. Потрапляючи до організму через стравохід дихромат спричинить нудоту, болі в животі, діарею.
У випадку вдихання пари дихромату калію необхідно дати доступ свіжому повітрю, можливо знадобиться проведення штучного дихання. При потраплянні речовини на шкіру і в очі необхідно промити місце великою кількістю води; якщо дихроматом забруднено одяг, його слід зняти і промити шкіру ще раз. Після проковтування дихромату треба промити ротову порожнину і випити кілька склянок води, далі очікувати на медичну допомогу. Забороняється викликати блювоту.

## Застосування
Дихромат калію є сильним окисником, тому його широко використовують у виготовленні піротехніки, сірників; він є окисником в органічному синтезі і компонентом так званої хромової суміші, яка застосовується для миття лабораторного посуду.
Дихромат використовується у виробництві фотоплівок, пігментів і барвників, інгібіторів корозії металу.